# 마리야 스타드니크
마리야 바실리예브나 스타드니크(아제르바이잔어: Mariya Vasiliyevna Stadnik, 우크라이나어: Марі́я Васи́лівна Ста́дник 마리야 바실리우나 스타드니크[*], 1988년 6월 3일~)은 우크라이나 태생 아제르바이잔의 레슬링 선수이다. 올림픽에서 메달 4개를 획득한 여자 레슬링 선수 3명 중 한 명으로 2012년과 2016년 하계 올림픽에서 여자 자유형 플라이급 은메달, 2008년과 2020년 하계 올림픽에서 동메달을 획득했다. 그녀는 아제르바이잔 선수 최초로 올림픽 메달 4개를 획득한 선수이자 아제르바이잔 올림픽 참가 선수 중 가장 많은 올림픽 메달을 획득한 선수이기도 하다.